# Ovenwant

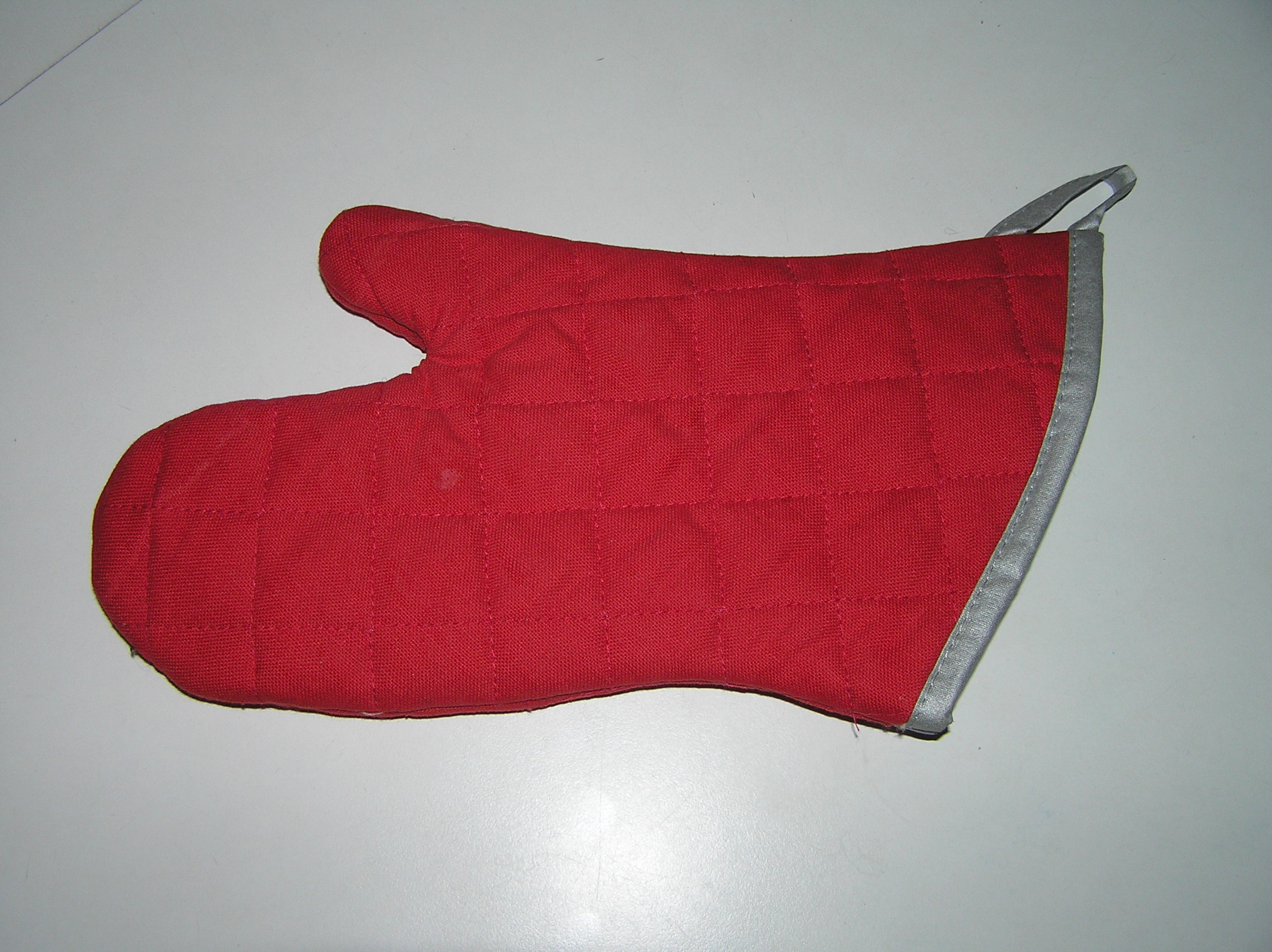
Een katoenen ovenwant

Een ovenwant of ovenhandschoen is een handschoen of want waarmee je bijvoorbeeld in de keuken hete voorwerpen kunt aanraken, zonder je handen te verbranden. Ovenwanten worden voornamelijk gebruikt om een hete schotel of bakplaten uit de oven of magnetron te nemen.
Ovenwanten bestaan doorgaans uit gewatteerde katoenen stof. Recentere ovenwanten worden weleens behandeld met siliconen om ze water- en vlekafstotend te maken. Tegenwoordig worden ook kunststoffen als Kevlar gebruikt voor de productie van ovenwanten. Hoewel er ook overhandschoenen met afzonderlijke vingers bestaan, tellen de meeste ovenwanten slechts een vakje voor vier vingers en een afzonderlijke opening voor de duim.
Vaak worden pannenlappen — eveneens gebruikt om de drager tegen verbranding te beschermen in de keuken — op dezelfde manier gemaakt.